# The World of Johnny Cash
The World of Johnny Cash è il 34º album discografico del cantautore country Johnny Cash pubblicato dalla Columbia Records nel 1970.
La raccolta su doppio vinile contiene alcuni successi minori di Cash, e diverse canzoni mai pubblicate su singolo. Il disco raggiunse la seconda posizione nella classifica country statunitense, e venne certificato disco d'oro il 23 gennaio 1971 dalla RIAA.

## Tracce
1. I Still Miss Someone – 2:36
2. Pickin' Time – 2:36
3. My Shoes Keep Walking Back to You – 2:25
4. I Want to Go Home – 1:58
5. I Feel Better All Over – 2:05
6. I'm So Lonesome I Could Cry – 2:40
7. Suppertime – 2:51
8. In Them Old Cottonfields Back Home – 2:32
9. Delia's Gone – 2:00
10. One More Ride – 2:02
11. Accidentally on Purpose – 1:55
12. In the Jailhouse Now – 2:22
13. I Forgot More Than You'll Ever Know – 2:23
14. Casey Jones – 1:34
15. Frankie's Man Johnny – 2:18
16. The Legend of John Henry's Hammer – 7:08
17. When Papa Played the Dobro – 2:54
18. Busted – 2:23
19. Sing It Pretty, Sue – 2:00
20. Waiting for a Train – 2:08